# Smolenskaja (Filjovskajalinjen)
Smolenskaja (russisk: Смоленская) er en station på Filjovskajalinjen i Moskvas metro. Den åbnede i 1935 som en del af den første metrolinje. Stationen blev tegnet af S.G. Andrijevskij og T.N. Makarytjev.  Smolenskaja havde oprindeligt to ingangshaller, men den ene blev revet ned i forbindelse med udvidelsen af Haveringen. Der er stadig to udgangstrapper fra perronen, men den ene er blindgyde, der ender, hvor den gamle hal havde været.